# ボルド・ガンハイチ
ボルド・ガンハイチ（Bold Gankhaich 1995年2月21日- ）はモンゴル出身の柔道選手。階級は63kg級。

## 経歴
2010年のアジアユース52㎏級で優勝した。その後階級を63kg級まで上げると、2013年のアジアジュニアで優勝した。2016年に地元で開催されたグランプリ・ウランバートルで2位になった。2019年のアジアパシフィック選手権では2位になるも、世界選手権では7位だった。2021年の東京オリンピックでは2回戦で敗れた。
2022年のアジア選手権で優勝した。2024年のパリオリンピックには出場できなかった。2025年にグランドスラム・ドゥシャンベで30歳にしてようやくIJFワールド柔道ツアー初優勝を飾った。世界選手権では準々決勝で嘉重春樺に敗れるも、その後の敗者復活戦を勝ち上がって3位になった。地元で開催されたグランドスラム・ウランバートルでも優勝した。
IJF世界ランキングは2166ポイント獲得で18位(25/7/20現在)。

## 主な戦績
- 2010年 - アジアユース　優勝(52㎏級)
- 2012年 - アジアジュニア　2位
- 2013年 - アジアジュニア　優勝
- 2016年 - グランプリ・ウランバートル　2位
- 2017年 - アジア選手権　3位
- 2018年 - グランドスラム・デュッセルドルフ　3位
- 2018年 - グランプリ・フフホト　3位
- 2018年 - アジア大会　5位
- 2019年 - ヨーロッパオープン・オーバーヴァルト　優勝
- 2019年 - アジアパシフィック選手権　2位
- 2019年 - 世界選手権　7位
- 2020年 - グランドスラム・デュッセルドルフ　3位
- 2021年 - グランドスラム・バクー　2位
- 2022年 - アジア選手権　優勝
- 2024年 - グランドスラム・パリ　3位
- 2024年 - アジア選手権　2位
- 2025年 - グランドスラム・ドゥシャンベ　優勝
- 2025年 - 世界選手権　3位
- 2025年 - グランドスラム・ウランバートル　優勝

(出典、JudoInside.com)